# Muana Mboka
Muana Mboka es una película del año 1999.

## Sinopsis
Muana Mboka es un niño de la calle como tantos otros de las grandes ciudades de África, que vive de los pequeños hurtos, de trabajos esporádicos y de la prostitución. Un día Muana Mboka le salva la vida a un ministro que está metido en un atasco. Pero la recompensa que recibe y los rumores que circulan suscitan odio y envidias.